# 皮若勒 (吉伦特省)
皮若勒（法語：Pujols，法語發音：[pyʒɔl]）是法国吉伦特省的一个市镇，属于利布尔讷区。

## 地理
皮若勒（44°48'24"N, 0°1'52"W）面积7.4 平方千米，位于法国新阿基坦大区吉倫特省，该省份为法国西南部沿海省份，是法國本土面积最大的省，北起滨海夏朗德省，西临大西洋，南至朗德省，东南接洛特-加龍省，东临多爾多涅省。
与皮若勒接壤的市镇（或旧市镇、城区）包括：穆列茨和维勒马丹、博叙冈、杜勒宗、吕克、圣佩德卡斯泰特。

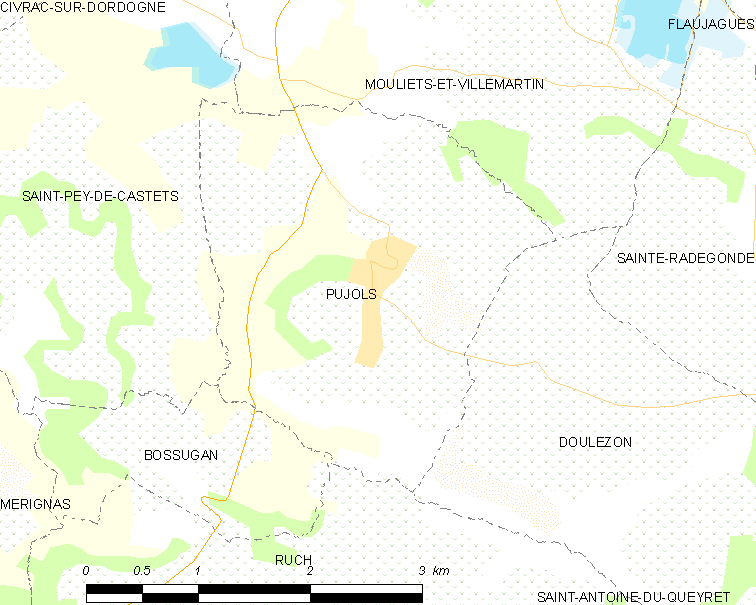
的OSM定位图

皮若勒的时区为UTC+01:00、UTC+02:00（夏令时）。

## 行政
皮若勒的邮政编码为33350，INSEE市镇编码为33344。

## 政治
皮若勒所属的省级选区为多尔多涅山丘县。

## 人口

1962-2008年间人口变化图示

皮若勒于2022年1月1日时的人口数量为522人。